# Canal du Nivernais

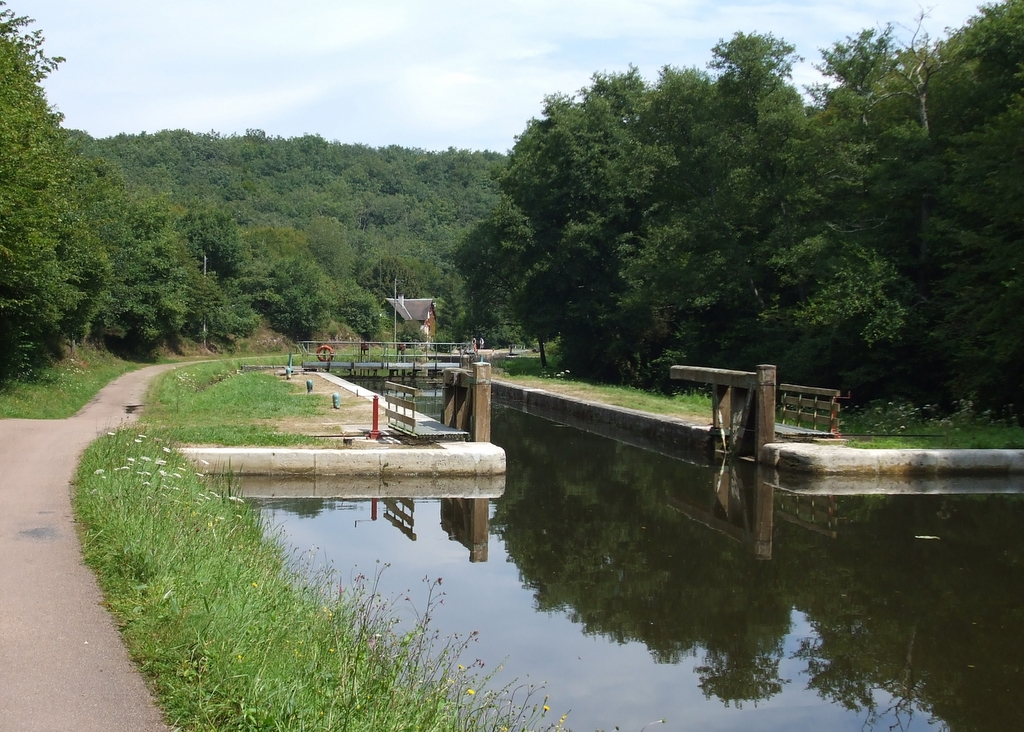
Het Canal du Nivernais in de omgeving van La Collancelle.

Het Canal du Nivernais verbindt het Loirebekken met de Yonne in het Seinebekken. Het is 180 km lang vanaf Saint-Léger-des-Vignes in het zuiden van het departement Nièvre tot Auxerre in het hart van het departement Yonne. Beide departementen horen bij de regio Bourgondië. Het kanaal bevat 110 sluizen: 32 aan de Loire-kant en 78 aan de Seine-kant.
Oorspronkelijk aangelegd om hout voor verwarming vlottend aan te voeren naar de Parijse regio, werd het vrij snel een economische motor voor de streek en een transportweg voor onder andere wijn, granen, steenkool en kalksteen. Clamecy was daarbij een draaischijf.
Tegenwoordig mag het kanaal enkel nog voor de pleziervaart gebruikt worden. Het behoort tot de mooiste kanalen van Europa.
De bouw begon in 1784 met het graven van de 758 meter lange Tunnel van La Collancelle, met aan de ene zijde de vijvers van Vaux en Baye als watervoorraad en aan de andere zijde een sluizencomplex met 16 trappen. Het kanaal was geheel voltooid in 1843.